# Samurai Shodown IV: Amakusa's Revenge
Samurai Shodown IV: Amakusa's Revenge es el cuarto de la serie de videojuegos de lucha insignia de SNK Samurai Shodown. Cronológicamente, es el segundo y último capítulo de una historia entre Samurai Shodown y Samurai Shodown II, con Samurai Shodown III: Blades of Blood siendo el primer capítulo. Samurai Shodown! en Neo Geo Pocket es una adaptación monocromática de este juego, y fue seguido por Samurai Shodown! 2 en Neo Geo Pocket Color, que es una adaptación 2D de Samurai Shodown 64: Warriors Rage.

## Jugabilidad
Entre otros cambios de serie, el bloqueo aéreo se eliminó por completo. Ya no se puede cargar el propio indicador "pow". El repartidor fuera de la pantalla se omitió por completo del juego. Se agregó el "combo de CD", en el que un jugador puede presionar los botones C y D juntos, lo que desencadena un golpe al que puede seguir una secuencia de toques de botón.
SNK también agregó un movimiento de "suicidio", en el que el personaje pierde la ronda. La ventaja de esto es que el que se suicida comenzará la siguiente ronda con un indicador completo de "POW". Ciertos acabados también permiten un movimiento de "fatalidad" en la línea de Mortal Kombat.

## Personajes
Se restauraron algunos de los personajes más antiguos, como Charlotte, Tam Tam y Jubei Yagyu. También regresa todo el elenco del juego anterior, aunque algunos han sido retocados para mejorar aún más el aspecto caricaturesco.
Uniéndose al elenco están los dos ninja hermanos:
- Kazuki Kazama: miembro del clan ninja Kazama que se especializa en jutsu de fuego, deserta para rescatar a su hermana menor, Hazuki, de las garras de Amakusa.
- Sogetsu Kazama: hermano mayor de Kazuki y Hazuki que usa jutsu de agua; a diferencia de Kazuki, se queda con el clan y se le ordena asesinar a su hermano por irse.

Cham Cham de Samurai Shodown II también hace una aparición jugable, exclusivamente para el puerto PlayStation del juego conocido en Japón como Samurai Spirits: Amakusa's Descenso Especial'.

## Recepción
En Japón, Game Machine incluyó a Samurai Shodown IV en su edición del 1 de diciembre de 1996 como el juego de arcade más popular en ese momento. Según Famitsu, la versión AES vendió más de 9,253 copias en su primera semana en el mercado.
Al revisar la versión arcade en GamePro, The Union Buster comentó que Samurai Shodown IV carece de la profundidad de sus contemporáneos como Street Fighter Alpha 2 y Soul Edge, pero por la misma razón ofrece una experiencia más fácil de recoger y jugar. No estaba impresionado con los dos nuevos personajes, pero estaba satisfecho con el regreso de los que habían sido eliminados de la lista en Samurai Shodown III. En particular, elogió las imágenes y comentó que "los luchadores tienen una animación excelente, varias etapas de lucha son absolutamente hermosas y los movimientos especiales se ven increíbles".
Los cuatro revisores de Electronic Gaming Monthly dieron a la versión doméstica de Neo Geo una puntuación unánime de 8 sobre 10, elogiando la gran cantidad de caracteres y el tamaño de los sprites de los personajes.
En una reseña del lanzamiento de la consola virtual, Nintendo Life también le dio al juego un 8 sobre 10, pero sus elogios se centraron más en las animaciones, el gran desafío y el emocionante ritmo de las batallas, comentando, "una sola barra [es] capaz de cambiar el rumbo contra cualquier oponente".